# Marc Cedici
Marc Cedici (en llatí: Marcus Caedicius) va ser un romà que es va dirigir als tribuns del 391 aC per dir que en el silenci de la nit havia escoltat una veu sobrehumana que deia que els gals s'acostaven a la ciutat. Probablement era la mateixa persona que va ser centurió i nomenat comandant pels romans que havien fugit de Veïs després de la conquesta de la ciutat pels gals (390 aC). Va dirigir l'exèrcit contra els etruscs que es van aprofitar de la desgràcia dels romans per saquejar el territori de Veïs.
Va proposar Marc Furi Camil com a general i segons un dels relats ell mateix va portar a Camil el decret del senat que el nomenava dictador i comandant suprem.